# Резиденција у Ужичкој 15
Резиденција у Ужичкој улици број 15 у Београду је била службена резиденција доживотног председника СФРЈ Јосипа Броза Тита и председника СРЈ Слободана Милошевића. Изграђена је 1934. године као породична вила за потребе породице Ацовић. За време окупације Београда, током Другог светског рата од 1941. до 1944. године у њој се налазила немачка команда за Југоисток, а након ослобођења у њу се уселио Тито, након чега је постала његова службена резиденција. Након Титове смрти, 1982. године резиденција је ушла у састав Меморијалног центра „Јосип Броз Тито“, а 1997. године у њу се уселио Слободан Милошевић. Зграда је као службена резиденција председника Републике потпуно уништена током НАТО бомбардовања 22. априла 1999. године.
Предратну вилу породице Ацовић пројектовао је архитекта Владислав Владисављевић, а након Другог светског рата резиденција је доживела неколико великих архитектонских промена – 1947/48, 1956, 1961/62, 1970/72 и 1997. године, на којима је радило више архитекти. Најпозамашнији радови на резиденцији извршени су током реконструкције од 1970. до 1972. године, који су изведени према пројектима архитекти Драгана Бешира и Бранка Бона.

## Историјат
Изградњу комплекса вила и имања на Дедињу, које је почетком 20. века било брдо под виноградима, почео је да гради Милош Савчић, инжењер и индустријалац. Његов зет Александар Ацовић, грађевински инжењер и индустријалац, на свом имању у Румунској улици број 15—17 подигао је 1934. године једноспратну луксузну вилу. Вила је грађена од 1. јула 1933. до 10. новембра 1934. године, по пројекту архитекте Владислава Владисављевића. Била је једна од најлепших вила у предратном Београду.
Убрзо по немачкој окупацији Београда, крајем априла 1941. године у вилу се уселио Франц Нојхаузен, који је био окупациони цивилни командант Србије, односно генерални опуномоћеник за привреду на територији Војноуправног команданта Србије. Породица Ацовић — Александар и његови синови Радисав и Милош, тада је пресељена у просторије за послугу. Неколико месеци касније, наложено им је да се скроз иселе из виле. Нојхаузер се није дуго задржао у вили, јер се у њу уселио фелдмаршал Александар Лер, командант Вермахта за југоисток. Пред крај окупације Београда, 1944. године Нојхаузер се поново вратио у вилу и непосредно пред ослобођење града сав намештај из виле однео у Немачку.
У току борби за ослобођење Београда, 15. октобра 1944. године Осма црногорска бригада је заузела Дедиње. Одмах потом у вилу се уселио оперативни део Штаба Прве армијске групације НОВ и ПОЈ и одатле је генерал-лајтнант Пеко Дапчевић руководио завршним борбама за ослобођење града. Када је Маршал Југославије Јосип Броз Тито 25. октобра 1944. стигао у ослобођени Београд он се уселио у ову вилу. Тито је овде остао током новембра и децембра, док су у трајали радови на поправци Белог двора. Након тога Тито је прешао у Бели двор, повремено користећи вилу. Дефинитивно Титово пресељење у вилу у Румунској улици 15 било је половином 1946. године, после смрти Даворјанке Пауновић Зденке, када вила постаје званична Титова резиденција.

## Парк и други објекти
Резиденција се налазила на плацу величине преко 100 ари, који је био пошумљен и претворен у парк. У оквиру овог парка налазило се још неколико објеката — Билијарница и Ловачка кућа.
Билијарница је приземни објекат у непосредној близини резиденције и била је у ствари адаптирана стара кућа у Ужичкој 13. Ова кућа је изграђена 1932. године, а адаптирана је приликом реконструкције резиденције 1970—1972. године. У њој је Јосип Броз Тито проводио време — пијући јутарњу кафу и читајући штампу. Пошто се у једном делу овог објекта налазио сто за билијар, она је добила име Билијарница. У другом делу овог објекта налазили су се металска радионица и фотолабораторија. Пре реконструкције резиденције, почетком 1970-их, оне су се налазиле у подруму резиденције.
Ловачка кућа је брвнара у словеначком стилу изграђена 1952. године као поклон Титу за 60-и рођендан од НР Словеније. Она је служила за чување Титових ловачких трофеја, а након формирања Меморијалног центра, она је претворена у Музеј ловачких трофеја у коме је поред ловачких трофеја било изложено и Титово ловачко оружје, као и многобројна ловачка признања.
У парку који је окруживао резиденцију налазило се доста скулптура истакнутих југословенских вајара, међу којима су биле:
- „Партизански курир”, рад Стевана Боднарова
- „Седећи женски акт”, „Скулптура за фонтану” и „Фонтана”, радови Сретена Стојановића
- „Дечак с маслачком”, рад Мире Сандић
- „Свирач” и „Мајка и дете”, радови Франа Кршинића
- „Срна с ланетом”, рад Јована Солдатовића
- „Детаљ”, рад Матије Вуковића Аса
- „Ношење рањеника”, рад Антуна Аугустинчића